# Herrania laciniifolia
Herrania laciniifolia é uma espécie de angiospérmica da família Sterculiaceae.
Apenas pode ser encontrada no seguinte país: Colômbia.